# Record andorrani di atletica leggera
I record andorrani di atletica leggera rappresentano le migliori prestazioni di atletica leggera stabilite dagli atleti di nazionalità andorrana e ratificate dalla Federació Andorrana d'Atletisme.

## Outdoor

### Maschili
| Specialità                 | Prestazione | Atleta                                                           | Data              | Evento                            | Luogo                               | Note   |
| -------------------------- | --- | ---------------------------------------------------------------- | ----------------- | --------------------------------- | ----------------------------------- | ------ |
| 100 m                      | 10.92 (+1.7 m/s) | Mikel de Sa                                                      | 13 luglio 2016    |                                   | Barcellona, Spagna                  |        |
| 200 m                      | 21.93 (+1.8 m/s) | Daniel Gómez                                                     | 22 luglio 2000    |                                   | Basauri, Spagna                     |        |
| 400 m                      | 48.38 | Daniel Gómez                                                     | 26 maggio 1999    | Giochi dei Piccoli Stati d'Europa | Schaan, Liechtenstein               |        |
| 800 m                      | 1:46.19 | Pol Moya                                                         | 14 giugno 2023    | Memorial José Antonio Cansino     | Castellón, Spagna                   | [ 1 ]  |
| 1000 m                     | 2:23.34 | Pol Moya                                                         | 21 luglio 2020    |                                   | Olot, Spagna                        |        |
| 1500 m                     | 3:35.60# | Pol Moya                                                         | 15 giugno 2024    | Meeting Nikaia                    | Nizza, Francia                      | [ 2 ]  |
| Miglio                     | 4:15.53 | Josep Graells                                                    | 15 luglio 1987    |                                   | Barcellona, Spagna                  |        |
| 2000 m                     | 6:09.07 | Josep Sansa                                                      | 6 luglio 1996     |                                   | Andorra la Vella, Andorra           |        |
| 3000 m                     | 8:03.69 | Antoni Bernadó                                                   | 26 maggio 2007    |                                   | Palafrugell, Spagna                 |        |
| 5000 m                     | 14:05.16 | Nahuel Carabaña                                                  | 3 giugno 2023     | Giochi dei Piccoli Stati d'Europa | Marsa, Malta                        | [ 3 ]  |
| 10000 m                    | 28:51.57 | Nahuel Carabaña                                                  | 25 marzo 2023     | Trofeo Ibérico                    | Burjassot, Spagna                   | [ 4 ]  |
| 10 km (strada)             | 29:57 | Nahuel Carabaña                                                  | 31 dicembre 2020  | Cursa dela Nassos                 | Barcellona, Spagna                  | [ 5 ]  |
| 15 km (strada)             | 46:07+ | Marcos Sanza                                                     | 27 ottobre 2019   | Mezza Maratona di Valencia        | Valencia, Spagna                    |        |
| 20 km (strada)             | 1:01:12+ | Marcos Sanza                                                     | 27 ottobre 2019   | Mezza Maratona di Valencia        | Valencia, Spagna                    |        |
| Mezza maratona             | 1:05.08 | Marcos Sanza                                                     | 15 febbraio 2015  | Mezza Maratona di Barcellona      | Barcellona, Spagna                  |        |
| Maratona                   | 2:14.25 | Antoni Bernadó                                                   | 16 marzo 2003     |                                   | Barcellona, Spagna                  |        |
| 50 km (strada)             | 3:20:59 | Ivan Ramirez Bator                                               | 30 marzo 2008     |                                   | Madrid, Spagna                      |        |
| 12 ore                     | 97049 m | Joan Berenguer                                                   | 15 dicembre 2018  |                                   | Barcellona, Spagna                  |        |
| 100 km (strada)            | 7:48:38 | Ivan Ramirez Bator                                               | 22 Aprile 2012    | IAU 100 km Seregno                | Seregno, Italia                     |        |
| 110 m ostacoli             | 14.47 (+1.8 m/s) | Esteve Martín                                                    | 26 maggio 1999    | Giochi dei Piccoli Stati d'Europa | Schaan, Liechtenstein               |        |
| 400 m ostacoli             | 50.59 | Daniel Gómez                                                     | 3 agosto 2008     |                                   | Barcellona, Spagna                  |        |
| 2000 m siepi               | 5:43.72 | Josep Sansa                                                      | 11 giugno 2000    |                                   | Andorra la Vella, Andorra           |        |
| 3000 m siepi               | 8:32.03 | Nahuel Carabaña                                                  | 25 maggio 2022    |                                   | Huelva, Spagna                      | [ 6 ]  |
| 3000 m siepi               | 8:21.76# | Nahuel Carabaña                                                  | 10 settembre 2023 | Hanžeković Memorial               | Zagabria, Croazia                   | [ 7 ]  |
| Salto in alto              | 2.14 m | Esteve Martín                                                    | 26 giugno 1996    |                                   | Barcellona, Spagna                  |        |
| Salto con l'asta           | 4.95 m | Miquel Vichez                                                    | 1 giugno 2017     | Giochi dei Piccoli Stati d'Europa | Serravalle, San Marino              | [ 8 ]  |
| Salto in lungo             | 7.57 m (0.0 m/s) | Esteve Martín                                                    | 25 giugno 2000    |                                   | Castellón, Spagna                   |        |
| Salto triplo               | 15.35 m (+1.5 m/s) | Xavier Montanté                                                  | 6 luglio 1998     |                                   | Andorra la Vella, Andorra           |        |
| Getto del peso             | 13.62 m | Ángel Moreno                                                     | 17 gennaio 1998   |                                   | Barcellona, Spagna                  |        |
| Lancio del disco           | 48.74 m | Ángel Moreno                                                     | 30 luglio 2000    |                                   | Barcellona, Spagna                  |        |
| Lancio del martello        | 47.77 m | Joan Valls                                                       | 21 dicembre 2002  |                                   | Andorra la Vella, Andorra           |        |
| Lancio del giavellotto     | 61.64 m | Adria Perez                                                      | 17 luglio 1998    |                                   | Pamplona, Spagna                    |        |
| Decathlon                  | 6204 pts | Esteve Martín                                                    | 26-27 giugno 1999 |                                   | Andorra la Vella, Andorra           |        |
| Decathlon                  | 11.30 (-2.1 m/s) (100 m), 7.20 m (+0.9 m/s) (salto in lungo), 10.79 m (getto del peso), 2.09 m (salto in alto), 54.86 (400 m) 15.26 (-2.8 m/s) (110 m ostacoli), 28.55 m (lancio del disco), 3.00 m (salto con l'asta), 40.61 m (tiro del giavellotto), 5:17.94 (1500 m) |                                                                  |                   |                                   |                                     |        |
| Marcia 5000 metri (pista)  | 26:15.9 | Jordi Martínez                                                   | 21 aprile 1991    |                                   | Sant Celoni, Spagna                 |        |
| Marcia 10000 metri (pista) | 52:21.3 | Jordi Martínez                                                   | 10 giugno 1990    |                                   | Arbeca, Spagna                      |        |
| Marcia 10 km (strada)      | 1:06:36 | Kevin Poulet                                                     | 2 dicembre 2006   |                                   | Santa Maria de Palautordera, Spagna |        |
| Marcia 20 km (road)        | 1:39:36 | Antoni Martínez                                                  | 29 gennaio 1984   |                                   | Barcellona, Spagna                  |        |
| Marcia 50 km (strada)      | |                                                                  |                   |                                   |                                     |        |
| Staffetta 4×100 m          | 42.82 | Andorra Leonard Sangra Miquel Vilchez Mikel de Sa Miquel Vilchez | 18 giugno 2016    | Giochi Europei                    | Alcobendas, Spagna                  | [ 9 ]  |
| Staffetta 4×400 m          | 3:22.68 | Andorra Pau Blasi Pol Moya Nahuel Carabaña Eloi Vilella          | 20 giugno 2021    | Campionati europei a squadre      | Limassol, Cipro                     | [ 10 ] |

### Femminili
| Specialità                | Prestazione | Atleta                                                            | Data              | Evento                            | Luogo                               | Note |
| ------------------------- | --- | ----------------------------------------------------------------- | ----------------- | --------------------------------- | ----------------------------------- | ---- |
| 100 m                     | 12.01 (+1.5 m/s) | Cristina Llovera                                                  | 16 giugno 2018    |                                   | Gavà, Spagna                        |      |
| 200 m                     | 24.95 (+ 1.4 m/s) | Cristina Llovera                                                  | 9 giugno 2018     | Giochi dei Piccoli Stati d'Europa | Schaan, Liechtenstein               |      |
| 300 m                     | 42.5 | Sandra Vidal                                                      | 27 marzo 1993     |                                   | Andorra la Vella, Andorra           |      |
| 400 m                     | 58.3 # | Sandra Vidal                                                      | 28 aprile 1996    |                                   | Lleida, Spagna                      |      |
| 400 m                     | 1:00.07 | Carme Domenjo                                                     | 13 agosto 2000    |                                   | Barcellona, Spagna                  |      |
| 800 m                     | 2:13.04 | Natàlia Gallego                                                   | 11 agosto 2007    |                                   | Castres, Francia                    |      |
| 1000 m                    | 3:09.51 | Silvia Felipo                                                     | 14 ottobre 2000   |                                   | Sydney, Australia                   |      |
| 1500 m                    | 4:38.90 | Silvia Felipo                                                     | 4 luglio 2002     |                                   | Mataró, Spagna                      |      |
| 3000 m                    | 10:00.55 | Silvia Felipo                                                     | 24 luglio 2002    |                                   | L'Hospitalet de Llobregat, Spagna   |      |
| 5000 m                    | 17:19.43 | Silvia Felipo                                                     | 29 giugno 2002    |                                   | Igualada, Spagna                    |      |
| 10000 m                   | 36:38.60 | Silvia Felipo                                                     | 19 marzo 2005     |                                   | Mataró, Spagna                      |      |
| 10 km (strada)            | 37:17 | Silvia Felipo                                                     | 31 dicembre 2004  |                                   | Barcellona, Spagna                  |      |
| 10 km (strada)            | 37:17 | Eva Iglesias Garcia                                               | 31 dicembre 2005  |                                   | Barcellona, Spagna                  |      |
| Mezza maratona            | 1:22.43 | Sílvia Felipo                                                     | 29 giugno 2002    |                                   | Igualada, Spagna                    |      |
| Maratona                  | 4:46.5 | Cristina Bres                                                     | 7 ottobre 2000    |                                   | Santander, Spagna                   |      |
| 50 km (strada)            | 6:18:14 | Cristina Bres                                                     | 7 ottobre 2000    |                                   | Santander, Spagna                   |      |
| 100 m ostacoli            | 16.42 (0.0 m/s) | Montserrat Pujol                                                  | 10 luglio 1999    |                                   | Torremolinos, Spagna                |      |
| 400 m ostacoli            | 1:07.09 | Carla Luque                                                       | 3 giugno 2017     |                                   | Lloret de Mar, Spagna               |      |
| 2000 m siepi              | 8:52.14 | Gemma Iglesias                                                    | 1º maggio 2005    |                                   | Andorra la Vella, Andorra           |      |
| 3000 m siepi              | 13:51.93 | Gemma Iglesias                                                    | 18 giugno 2005    |                                   | Istanbul, Turchia                   |      |
| Salto in alto             | 1.83 m | Margarida Moreno                                                  | 1º giugno 1991    |                                   | Monzón, Spagna                      |      |
| Salto con l'asta          | 2.90 m | Maria Martínez                                                    | 18 maggio 2008    |                                   | El Prat de Llobregat, Spagna        |      |
| Salto in lungo            | 5.75 m (0.0 m/s) | Montserrat Pujol                                                  | 2 giugno 2005     | Giochi dei Piccoli Stati d'Europa | Andorra la Vella, Andorra           |      |
| Salto triplo              | 12.21 m (0.0 m/s) | Montserrat Pujol                                                  | 1º luglio 2007    |                                   | Andorra la Vella, Andorra           |      |
| Getto del peso            | 9.68 m | Montserrat Pujol                                                  | 5 maggio 2001     |                                   | Andorra la Vella, Andorra           |      |
| Lancio del disco          | 28.46 m | Míriam Tizón                                                      | 24 maggio 2008    |                                   | Andorra la Vella, Andorra           |      |
| Lancio del disco          | 28.96 m | Míriam Tizón                                                      | 24 maggio 2008    |                                   | Andorra la Vella, Andorra           |      |
| Lancio del martello       | 42.65 m | Elena Villalón                                                    | 8 luglio 2006     |                                   | Tolosa, Francia                     |      |
| Lancio del giavellotto    | 25.80 m | Montserrat Pujol                                                  | 21 maggio 2006    |                                   | Andorra la Vella, Andorra           |      |
| Eptathlon                 | 4067 pts | Montserrat Pujol                                                  | 10–11 luglio 1999 |                                   | Torremolinos, Spagna                |      |
| Eptathlon                 | 16.42 (0.0 m/s) (100 m ostacoli), 1.56 m (salto in alto), 8.34 m (getto del peso), 28.02 (-1.5 m/s) (200 m), 5.40 m (0.0 m/s) (salto in lungo), 21.82 m (tiro del giavellotto), 2:31.82 (800 m) |                                                                   |                   |                                   |                                     |      |
| Marcia 5000 metri (pista) | 31:10.95 | Montse Sanchez                                                    | 17 giugno 1990    |                                   | Andorra la Vella, Andorra           |      |
| Marcia 5 km (strada)      | 42:17 | Sandra Villacampa                                                 | 2 dicembre 2006   |                                   | Santa Maria de Palautordera, Spagna |      |
| Marcia 5 km (strada)      | 42:17 | Marta López                                                       | 2 dicembre 2006   |                                   | Santa Maria de Palautordera, Spagna |      |
| Marcia 20 km (strada)     | |                                                                   |                   |                                   |                                     |      |
| Staffetta 4×100 m         | 50.76 | Andorra Cristina Llovera Claudia Guri María Gómez María Morato    | 21 giugno 2015    | Giochi Europei                    | Baku, Azerbaijan                    |      |
| Staffetta 4×200 m         | 1:52.06 | Andorra S. Vilanova N. Sanchez M. Arauz Margarida Moreno          | 3 settembre 1988  |                                   | Andorra la Vella, Andorra           |      |
| Staffetta 4×400 m         | 4:17.10 | Andorra Montserrat Pujol R. Mazón Immaculada Sabate Carme Domenjó | 14 luglio 2001    |                                   | Vic, Spagna                         |      |

## Indoor

### Maschili
| Specialità        | Prestazione | Atleta                                                                   | Data             | Evento                            | Luogo              | Note   |
| ----------------- | --- | ------------------------------------------------------------------------ | ---------------- | --------------------------------- | ------------------ | ------ |
| 60 m              | 7.01 | Esteve Martín                                                            | 4 marzo 2000     |                                   | Escaldes, Andorra  |        |
| 200 m             | 22.52 | Daniel Gómez                                                             | 13 marzo 1999    |                                   | Bordeaux, Francia  |        |
| 400 m             | 47.94 | Daniel Gómez                                                             | 6 febbraio 2000  |                                   | Siviglia, Spagna   |        |
| 500 m             | 1:13.58 | Pau Blasi                                                                | 17 dicembre 2017 |                                   | Sabadell, Spagna   |        |
| 800 m             | 1:48.86 | Pol Moya                                                                 | 7 febbraio 2017  | Míting Internacional de Catalunya | Sabadell, Spagna   | [ 13 ] |
| 1000 m            | 2:50.29 | Ivan Da Costa Barbosa                                                    | 17 febbraio 2007 |                                   | Vilafranca, Spagna |        |
| 1500 m            | 3:55.21 | Carles Gomez                                                             | 12 febbraio 2017 | 7a. jornada Control Absolut       | Sabadell, Spagna   |        |
| 3000 m            | 8:22.32 | Josep Sansa                                                              | 20 febbraio 2000 |                                   | Vilafranca, Spagna |        |
| 60 m ostacoli     | 8.15 | Esteve Martín                                                            | 4 marzo 2000     |                                   | Escaldes, Andorra  |        |
| Salto in lungo    | 2.12 m | Esteve Martín                                                            | 3 febbraio 1996  |                                   | Vilafranca, Spagna |        |
| Salto con l'asta  | 4.92 m | Miquel Vilchez                                                           | 9 febbraio 2017  |                                   | ?, Andorra         |        |
| Salto in lungo    | 7.52 m | Esteve Martín                                                            | 20 febbraio 2000 |                                   | Vilafranca, Spagna |        |
| Salto triplo      | 14.81 m | Xavier Montané                                                           | 25 gennaio 1992  |                                   | Sant Cugat, Spagna |        |
| Getto del peso    | 12.45 m | Unai Olena                                                               | 7 gennaio 2018   |                                   | Sabadell, Spagna   |        |
| Eptathlon         | 4766 pts | Esteve Martín                                                            | 25 gennaio 1998  |                                   | Vilafranca, Spagna |        |
| Eptathlon         | 7.16 (60 m), 7.17 m (salto in lungo), 9.46 m (getto del peso), 2.06 m (salto in alto), 8.39 (60 m hurdles), 3.00 m (pole vault), 3:14.30 (1000 m) |                                                                          |                  |                                   |                    |        |
| Marcia 5000 metri | 31:12.0 | Kevin Poulet                                                             | 25 novembre 2006 |                                   | Bompas, Francia    |        |
| Marcia 5000 metri | 31:14.0 | Mateo López Fidalgo                                                      | 25 novembre 2006 |                                   | Bompas, Francia    |        |
| Staffetta 4×200 m | 1:34.25 | Andorra Pol Moya Kevin Poulet Miquel Vilchez Pau Blasi                   | 8 gennaio 2017   |                                   | Sabadell, Spagna   |        |
| Staffetta 4×400 m | 3:38.77 | Andorra Carles Gomez Nahuel Carabaña Valenzuela Miquel Vilchez Pau Blasi | 7 gennaio 2018   | Campionat Catalunya Clubs "B"     | Sabadell, Spagna   | [ 14 ] |

### Femminili
| Specialità            | Prestazione | Atleta                                                                   | Data                          | Evento                       | Luogo                             | Note   |
| --------------------- | --- | ------------------------------------------------------------------------ | ----------------------------- | ---------------------------- | --------------------------------- | ------ |
| 60 m                  | 7.73 | Cristina Llovera                                                         | 11 febbraio 2018              |                              | Salamanca, Spagna                 |        |
| 200 m                 | 25.65 | Estefania Sebastian                                                      | 9 febbraio 2014               |                              | Sabadell, Spagna                  |        |
| 400 m                 | 59.83 | Sandra Vidal                                                             | 2 febbraio 1997               |                              | Vilafranca, Spagna                |        |
| 800 m                 | 2:14.62 | Natalia Gallego                                                          | 23 febbraio 2008              |                              | Valencia, Spagna                  |        |
| 1500 m                | 4:44.41 | Silvia Felipo                                                            | 30 gennaio 2005               |                              | Vilafranca, Spagna                |        |
| 3000 m                | 10:09.24 | Silvia Felipo                                                            | 6 febbraio 2005               |                              | Vilafranca, Spagna                |        |
| 60 m ostacoli         | 9.43 | Montserrat Pujol                                                         | 10 marzo 2007                 |                              | San Sebastián, Spagna             |        |
| 60 m ostacoli         | 8.9 | Montserrat Pujol                                                         | 3 marzo 2001                  |                              | Escaldes, Andorra                 |        |
| Salto in alto         | 1.81 m | Margarida Moreno                                                         | 17 febbraio 1990              |                              | San Sebastián, Spagna             |        |
| Salto con l'asta      | 2.75 m | Ariadna Argemi                                                           | 15 dicembre 2018              |                              | Andorra la Vella, Andorra         |        |
| Salto in lungo        | 5.68 m | Montserrat Pujol Claudia Guri                                            | 5 marzo 2005 14 febbraio 2015 |                              | Caldea, Andorra Antequera, Spagna |        |
| Salto triplo          | 12.40 m | Claudia Guri                                                             | 21 febbraio 2015              | Campionati Assoluti Spagnoli | Antequera, Spagna                 | [ 15 ] |
| Getto del peso        | 10.11 m | Lorena Alvarez                                                           | 8 gennaio 2006                |                              | Vilafranca, Spagna                |        |
| Pentathlon            | 3222 pts | Claudia Guri                                                             | 9 gennaio 2016                |                              | Sabadell, Spagna                  |        |
| Pentathlon            | 9.97 (60 m ostacoli), 1.73 m (salto in alto), 8.47 m (getto del peso), 5.26 m (salto in lungo), 2:41.87 (800 m) |                                                                          |                               |                              |                                   |        |
| Marcia 3000 metri     | 24:09.1 | Sandra Villacampa                                                        | 25 novembre 2006              |                              | Bompas, Francia                   |        |
| Staffetta 4×200 metri | 1:51.14 | Andorra Montserrat Pujol Natalia Gallego Sonia Villacampa Yanire Sanchez | 1º marzo 2008                 |                              | San Sebastián, Spagna             |        |
| staffetta 4×400 metri | |                                                                          |                               |                              |                                   |        |

# = non ratificato